# Sucker for Love

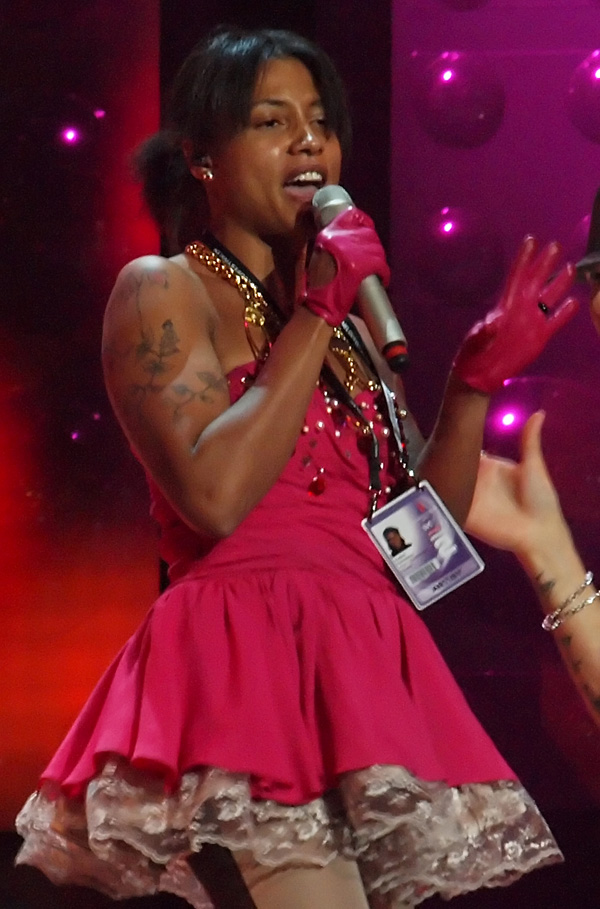
Pauline Kamusewu i Melodifestivalen 2010.

Sucker for Love är en låt från 2010 skriven av Pauline Kamusewu, Fredrik "Fredro" Ödesjö, Andreas Levander och Johan "Jones" Wetterberg. 
Låten framfördes första gången i andra deltävlingen i Sandviken under Melodifestivalen 2010 av Pauline Kamusewu, och gick vidare till andra chansen innan den fick se sig besegrad.
Melodin låg på Svensktoppen i en vecka. innan den tvingades lämna listan.
Under Melodifestivalen 2012 var låten med i "Tredje chansen".

## Listplaceringar
| Lista (2010) | Topplacering |
| ------------ | ------------ |
| Sverige      | 11           |

### Fotnoter
1. ↑  ”Svensktoppen”. Sveriges Radio. 28 mars 2010. http://sverigesradio.se/sida/topplista.aspx?programid=2023&date=2010-03-28. Läst 3 mars 2012.
2. ↑  ”Svensktoppen”. Sveriges Radio. 4 april 2010. http://sverigesradio.se/sida/topplista.aspx?programid=2023&date=2010-04-04. Läst 3 mars 2012.
3. ↑  ”SVT”. 11 februari 2012. Arkiverad från originalet den 14 februari 2012. https://web.archive.org/web/20120214193414/http://svt.se/2.176206. Läst 10 mars 2012.
4. ↑  ”Sucker for Love”. Swedishcharts. http://swedishcharts.com/showitem.asp?interpret=Pauline&titel=Sucker+For+Love&cat=s. Läst 3 mars 2012.